# التخنس‌پلات
التخنس‌پلات (به هلندی: Ooltgensplaat) یک منطقهٔ مسکونی در هلند است که در خوری-افرفلاکی واقع شده‌است. التخنس‌پلات c نفر جمعیت دارد.